# 용정초등학교 (강원)
용정초등학교는 대한민국 강원특별자치도 철원군에 있는 공립 초등학교이다.

## 학교 연혁
- 1965.03.08 동송국민학교 용정분교장 설립
- 1966.11.11 용정국민학교로 승격
- 1987.12.11 상노1리 현 교사로 이전
- 2015.02.16 제48회 졸업(누계 1,117명)
- 2015.03.01 제21대 변해철 교장선생님 취임

## 참고 자료
- 용정초등학교 - 한국교육학술정보원 학교알리미